# Chew Valley
El Chew Valley es un área en North Somerset , Inglaterra, que lleva el nombre del río Chew, que se eleva en Chewton Mendip y se une al río Avon en Keynsham .  Técnicamente, el área del valle está delimitada por el área de captación de agua del Chew y sus afluentes; sin embargo, el nombre Chew Valley a menudo se usa de manera menos formal para cubrir otras áreas cercanas, por ejemplo, el lago Blagdon y sus alrededores, que por una definición más estricta son parte del valle de Yeo .  El valle es una zona de ricas tierras de cultivo y productos lácteos , intercalados con una serie de aldeas. 
El paisaje consiste en el valle del río Chew y es generalmente bajo y ondulado.  Está limitado por terrenos más altos que van desde Dundry Abajo hacia el norte, la meseta de Lulsgate hacia el oeste, las colinas de Mendip hacia el sur y las áreas de la meseta de Hinton Blewett , Marksbury y Newton St Loe hacia el este.  El límite del valle generalmente sigue la parte superior de las laderas escarpadas, excepto en los límites suroeste y sureste, donde las áreas superiores planas del Valle Chew se degradan suavemente en el Valle Yeo y las colinas Mendip del este, respectivamente.  El río Chew fue construido en la década de 1950 para crear el lago Chew Valley , que proporciona agua potable para la cercana ciudad de Bristol y las áreas circundantes.  El lago es una característica prominente del paisaje del valle, un foco para la recreación, y es reconocido internacionalmente por su interés en la conservación de la naturaleza , debido a las especies de aves, plantas e insectos. 
El área tiene como sedes administravas Bath y North East Somerset , North Somerset y Mendip .  Parte del área se encuentra dentro del área de excelente belleza natural de Mendip Hills.  La mayor parte del área sin desarrollar está dentro del Bristol / Bath Green Belt .  Muchas de las aldeas se remontan a la época del Libro de Domesday y hay evidencia de ocupación humana desde la Edad de Piedra .  Hay cientos de edificios en la lista con las iglesias en el Grado I.  El principal centro comercial es Chew Magna . 

## Etimología

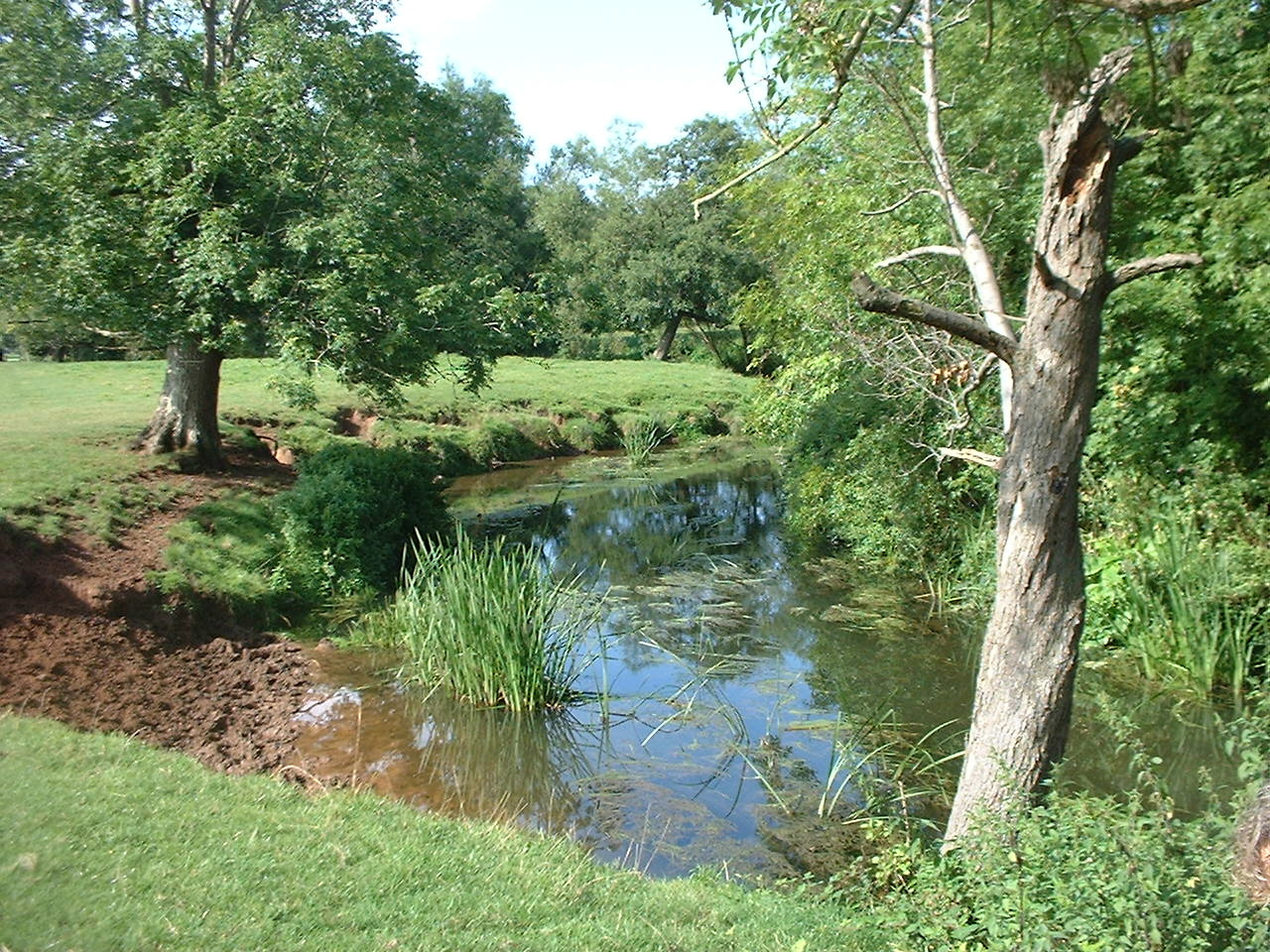
El río Chew entre Stanton Drew y Pensford

No hay un origen claro para el nombre "Chew",se encuentra apenas en ningún otro lugar; sin embargo, ha habido diferentes explicaciones de la etimología , incluyendo "agua sinuosa", 'ew' una variante del eau francés, que significa agua.  La palabra chewer es un dialecto occidental para un pasaje estrecho, y chare es inglés antiguo para dar vuelta.  Una explicación es que el nombre Chew comenzó en Normandía como Cheux , y llegó a Inglaterra con la conquista normanda durante el siglo XI.  Sin embargo, otros están de acuerdo con la interpretación de Ekwall que se deriva de la cyw significado de Gales "la cría de un animal, o pollo", de manera que afon Cyw habría sido "el río de los pollos".  Otras posibles explicaciones sugieren que proviene de la palabra inglesa antigua ceo , 'fish gill'.

## Gobierno y políticas

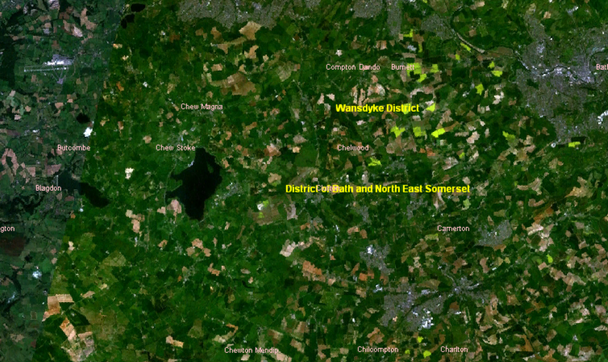
El área de Chew Valley en una imagen de satélite.

Las aldeas en el valle tienen sus propios consejos parroquiales que son responsables de los problemas locales.  También eligen concejales a los consejos de distrito, por ejemplo. Consejo del Condado de Mendip y Somerset o autoridades unitarias, por ejemplo Bath y North East Somerset o North Somerset , que tienen responsabilidades más amplias para servicios tales como educación, basura y turismo. 
Cada una de las aldeas también es parte de un distrito electoral, ya sea North East Somerset o North Somerset .  El área también se encuentra dentro del distrito electoral del suroeste de Inglaterra del Parlamento Europeo.  Avon y Somerset Constabulary brindan servicios de policía al área. 

## Historia

### Geología

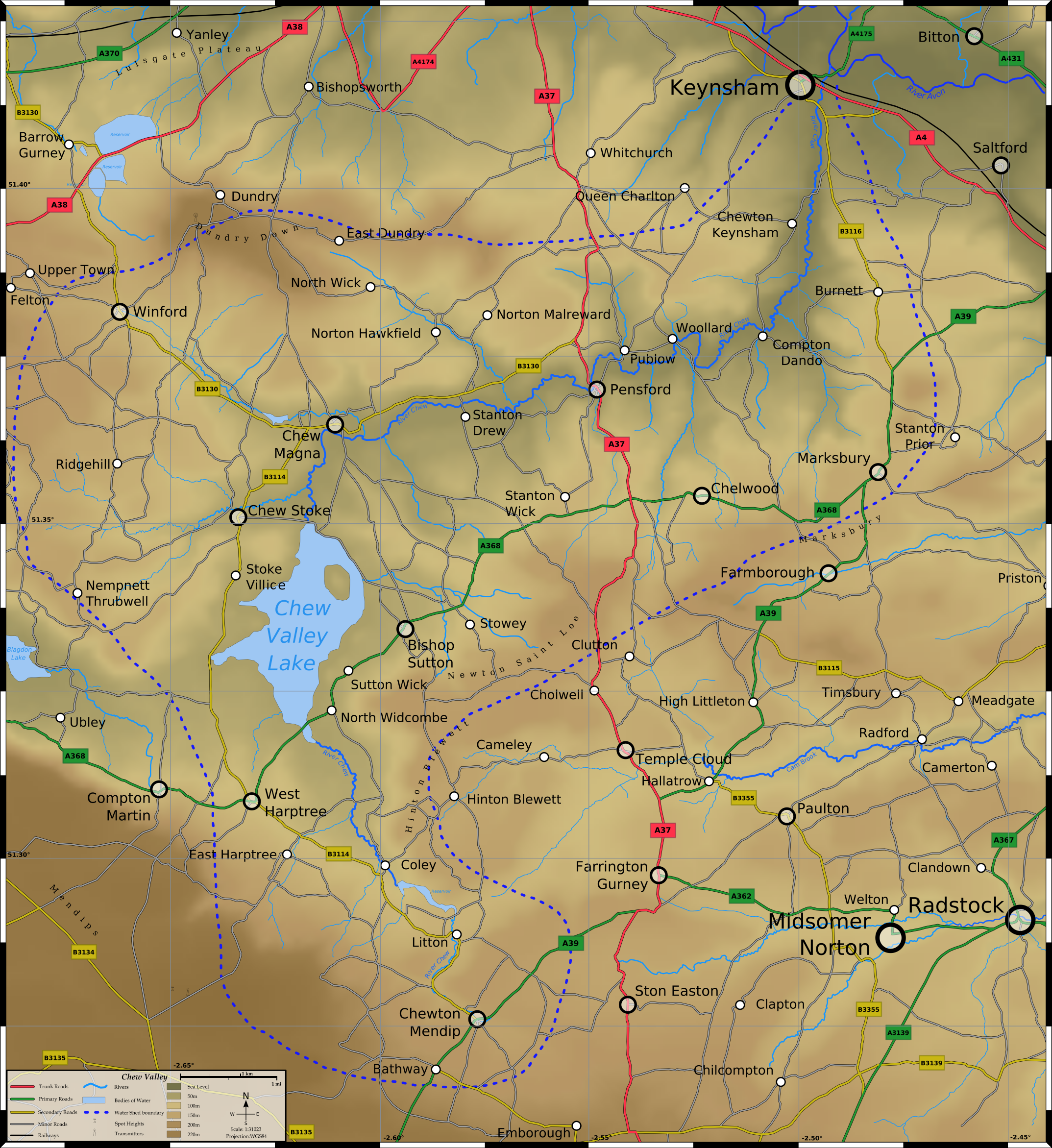
Mapa topográfico del valle de Chew

El extremo occidental del área (cerca de Nempnett Thrubwell ) las Harptree Beds que incorporan arcilla silicificada, lutitas y calizas de Lias .  La piedra caliza de Clifton Down, de barros calcita y dolomítica del período carbonífero , se encuentra en la banda central adyacente y en el conglomerado dolomítico del período triásico .  Hay dos tipos principales de suelo, ambos generalmente bien drenados.  Las piedras de barro alrededor de los lagos dan lugar a suelos fértiles de arcilla limosa que son de un color rojo oscuro opaco debido a su alto contenido de hierro.  El contenido de arcilla significa que, cuando no se mejoran, se saturan fácilmente cuando están mojados y se endurecen con grietas y fisuras durante los períodos secos.  Los principales afloramientos geológicos alrededor del lago son Mudstone , que en gran parte consiste en la piedra de limo roja que resulta en la característica subyacente del paisaje del valle suavemente ondulado.  Las bandas de arenisca del período Triásico contribuyen al carácter ondulado del área.  También hay depósitos aluviales más recientes junto al curso del río Chew .  La transición entre el paisaje suavemente inclinado de los valles Upper Chew y Yeo y el paisaje abierto de la meseta de Mendip Hills es una pendiente escarpada de 75 a 235 metros (250–770)   pie).  La formación predominante es el conglomerado dolomítico del período triásico.  Se formó como resultado de la erosión del desierto y la erosión de las laderas escarpadas.  Toma la forma de fragmentos de roca derivados principalmente de la antigua piedra caliza carbonífera cementada por cal y arena que se endurece para dar la apariencia de concreto.  El límite norte está formado por los lados de la meseta de Dundry , donde la formación geológica más significativa es la Oolita Inferior del período Jurásico que se encuentra en el terreno más alto alrededor de Maes Knoll .  Esto se superpone a la arcilla Lias inferior que se encuentra en las laderas contiguas.  Las arcillas hacen una fundación pobre y los desprendimientos de tierras son característicos en las laderas.  Esta área una vez estuvo conectada a los Cotswolds.  La tierra intermedia ha sido posteriormente erosionada, dejando este valor atípico con las características de la meseta de Cotswold.  Las características geológicas inusuales han sido reconocidas como Sitios de Interés Científico Especial (SSSI) por su interés geológico, incluyendo Barns Batch Spinney , Hartcliff Rocks Quarry y Dundry Main Road South Quarry .
La formación geológica más antigua en el valle son las Medidas Supra-Banderilleras del período carbonífero.  Es una característica importante hacia la parte noreste de la zona y está representada por la cuenca de carbón de Pensford Syncline, que formó parte del campo de Somerset .  Es una formación compleja que contiene vetas de carbón y está formada por arcilla y lutitas.  El paisaje es típicamente ondulado e incluye afloramientos de arenisca.  La mayor parte del área alrededor de Stanton Drew tiene suelos francos rojos neutros a ácidos con subsuelos lentamente permeables.  Los suelos en la parte oriental de la zona son suelos arcillosos y limosos finos y lentamente permeables.  Se encuentran en arcilla carbonífera y lutitas típicas de las Medidas Supra-Banderín.  Con frecuencia, están saturados de agua donde la topografía dicta.  Tienden a ser ácidos y son de color marrón a marrón grisáceo.  En el sur y sureste de la zona, hay medidas de carbón que están lo suficientemente cerca de la superficie para que la minería de carbón haya tenido lugar alrededor de Clutton y High Littleton .  En la zona oriental del valle, a medida que el río Chew fluye a través de Publow , Woollard y Compton Dando, antes de unirse al río Avon en Keynsham, hay depósitos aluviales de suelos arcillosos.

### Historia Natural
El valle tiene varias áreas designadas como sitio de interés científico especial (SSSI, por sus siglas en inglés) para interés biológico, incluyendo el Lago Blagdon , Burledge Hill , Lago Chew Valley , Mina Ocre Compton Martin , Harptree Combe y dos sitios en Folly Farm .

#### Flora
Los campos pequeños y medianos del valle están generalmente limitados por setos y, en ocasiones, por cinturones de árboles y bosques, algunos de los cuales se remontan al período más evidente de encierro de los campos abiertos anteriores que tuvieron lugar en el período medieval tardío.  Los setos son compatibles con la arboleda bitiniana ( Vicia bithynica ) a nivel nacional.  Los árboles maduros de roble ( Quercus ) y fresno ( Fraxinus excelsior ) son característicos de la zona con grupos ocasionales de pino silvestre ( Pinus sylvestris ) y castañas ( Castanea sativa ). Los olmos ( Ulmus ) se han perdido en esta área, y los olmos muertos / moribundos también son evidentes en el paisaje circundante.

#### Fauna
La vida silvestre abunda en el valle, particularmente en las aves acuáticas que rodean los ríos y lagos, y Chew Valley Lake es el tercer sitio más importante de Gran Bretaña para las aves silvestres en invierno.  Además de las aves acuáticas, incluyendo patos , cucharetero (Anas clypeata), gadwall (Anas strepera) y grandes grebes con cresta (Podiceps cristatus),  una amplia variedad de otras especies de aves puede ser visto.  Estos van desde pequeñas aves como las tetas (Paridae) y las arrugas (Troglodytidae) hasta la candidiasis (Turdidae).  Las aves más grandes incluyen pájaros carpinteros (Picidae) y halcón común ( Buteo buteo ). 
El valle también tiene una gran variedad de pequeños mamíferos con especies más grandes, como el tejón euroasiático ( Meles meles ) y el ciervo (Cervidae).  El valle es el hogar de quince de los dieciséis murciélagos encontrados en Inglaterra, incluido un gallinero, en la mina ocre Compton Martin, para los murciélagos de herradura ( Rhinolophus ferrumequinum ).  Una especie rara y en peligro de extinción, el mayor murciélago de herradura está protegido por la Ley de Vida Silvestre y Campo 1981 y figura en el Anexo II de la Directiva de Hábitats de la Comunidad Europea de 1992.

### Habitación humana

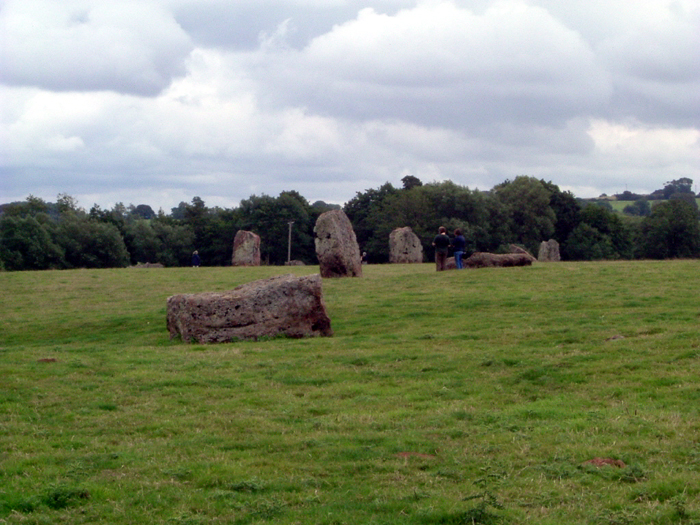
Un círculo de piedra prehistórico en Stanton Drew

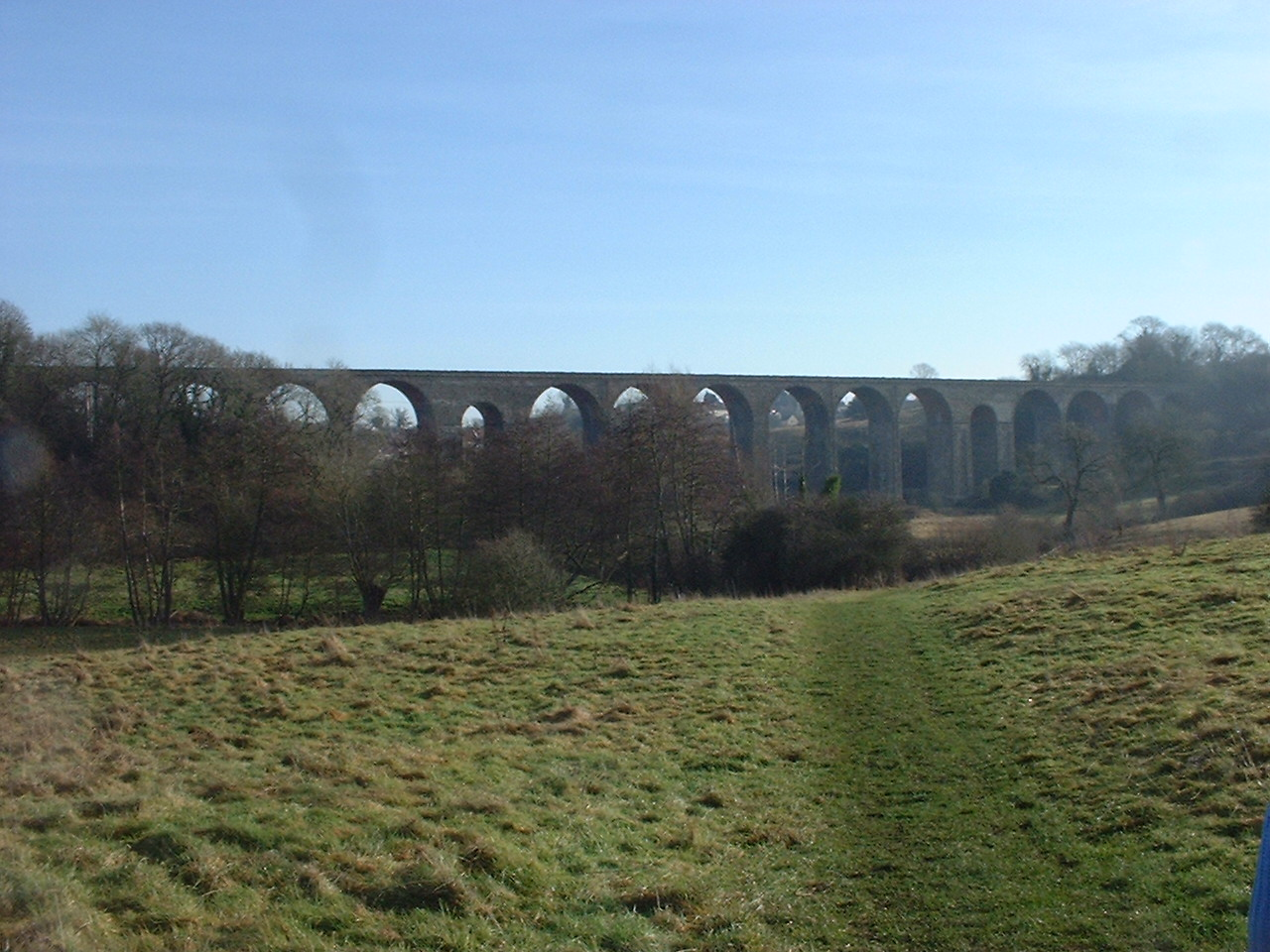
Viaducto ferroviario en Pensford (en desuso)

Las excavaciones arqueológicas realizadas antes de la inundación del lago Chew Valley encontraron evidencias de personas pertenecientes a los períodos consecutivos conocidos como Paleolítico Superior , Mesolítico y Neolítico (Edad Vieja, Media y Nueva Edad de Piedra ), Edad de Bronce y Edad de Hierro , que incluyen implementos como cuchillos de piedra. , hojas de sílex y la cabeza de una maza , junto con edificios y tumbas.  Otra evidencia de ocupación desde tiempos prehistóricos es proporcionada por el monumento henge en Stanton Drew , carretilla larga en Chewton Mendip, y túmulo de Fairy Toot en Nempnett Thrubwell .  El fuerte de Maes Knoll , en Dundry Down, en el extremo norte del valle, es un Monumento Antiguo Programado que data de la Edad del Hierro; Más tarde sirvió como término para los primeros movimientos de tierras medievales de Wansdyke .
Hay evidencia de restos romanos, en particular una villa y fosas.  Los artefactos del valle fueron enviados al Museo Británico .  Otros objetos romanos del lago se exhiben en el Museo de la Ciudad de Bristol y en la Galería de Arte .  Hay parques históricos y mansiones, que incluyen Stanton Drew , Hunstrete , Stowey House , Chew Court , Chew Magna Manor House y Sutton Court .  Casi todas las aldeas tienen iglesias que datan del siglo XV o XVI. 
El área alrededor de Pensford fue una importante zona minera de carbón durante los siglos XIX y principios del XX, cuando formaba parte de Somerset Coalfield , aunque en la actualidad no existen minas de carbón.  La línea del ahora en desuso Bristol y North Somerset Railway se extiende hacia el sur desde Bristol, cruzando el río Chew en el distintivo Viaducto de Pensford y luego hacia Midsomer Norton .  El área sufrió graves inundaciones durante la tormenta del 10 de julio de 1968, lo que provocó la evacuación localizada de áreas de valles poblados en las partes bajas del valle, alrededor de Pensford y Keynsham.
Los pequeños campos en la parte occidental de la zona son particularmente característicos del valle de Chew y se remontan al período más evidente de encierro de los primeros campos abiertos que tuvieron lugar en el período medieval tardío.  Los campos de esta categoría son generalmente pequeños en tamaño, regulares en el contorno y, a menudo, los límites conservan los contornos del anterior sistema de campo de franja.  Las variaciones regionales en el tamaño del campo y el patrón se producen.  Por ejemplo, hay evidencia de la tala medieval de bosques en las laderas alrededor de Nempnett Thrubwell , al sur de Bishop Sutton y al oeste y al sur de Chelwood .

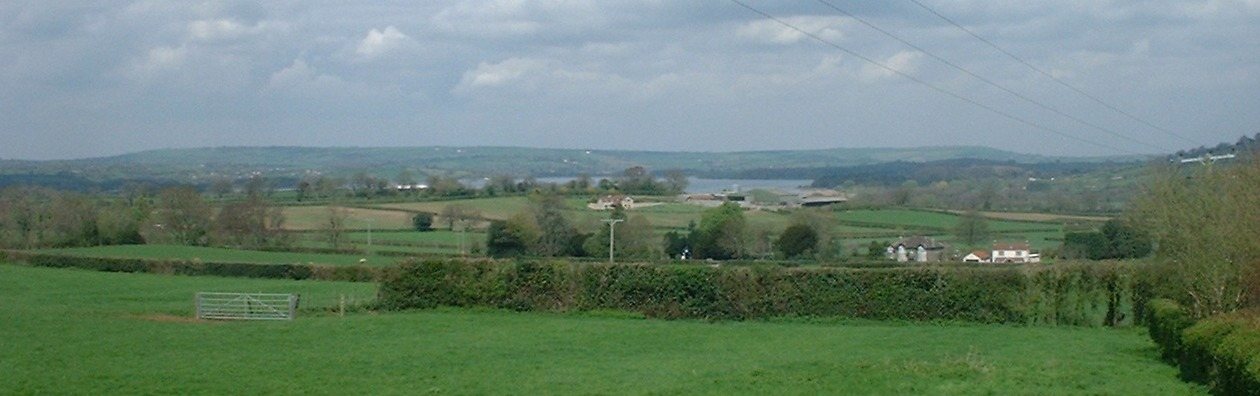
El valle de Chew visto desde East Harptree

## Clima
Junto con el resto del suroeste de Inglaterra , Chew Valley tiene un clima templado que generalmente es más húmedo y suave que el resto del país.  La temperatura media anual es de aproximadamente 10 grados Celsius (50,0 °F)     . La variación estacional de la temperatura es menos extrema que la mayor parte del Reino Unido debido a las temperaturas del mar adyacentes.  Los meses de verano de julio y agosto son los más cálidos, con un promedio diario máximo de aproximadamente 21 grados Celsius (69,8 °F)     .  En invierno las temperaturas mínimas medias son de 1 grado Celsius (33,8 °F)     o 2 grados Celsius (35,6 °F)     son comunes.  En el verano, la alta presión de las Azores afecta al suroeste de Inglaterra, sin embargo, las nubes convectivas a veces se forman en el interior, lo que reduce el número de horas de sol.  Las tasas anuales de sol son ligeramente menores que el promedio regional de 1,600   horas  En diciembre de 1998 se registraron 20 días sin sol en Yeovilton.  La mayor parte de la lluvia en el sudoeste es causada por depresiones del Atlántico o por convección .  La mayor parte de la precipitación en otoño e invierno es causada por las depresiones del Atlántico, que es cuando son más activas.  En verano, una gran parte de la lluvia es causada por el calentamiento solar del suelo que conduce a la convección y a las lluvias y tormentas eléctricas.  La precipitación media es de alrededor de 700 milímetros (27,6 plg)     .  Alrededor de 8 a 15 días de nevadas es típico. Noviembre a marzo tienen las velocidades medias más altas del viento, y junio a agosto tienen los vientos más suaves. La dirección predominante del viento es del suroeste.

## Población y demografía.

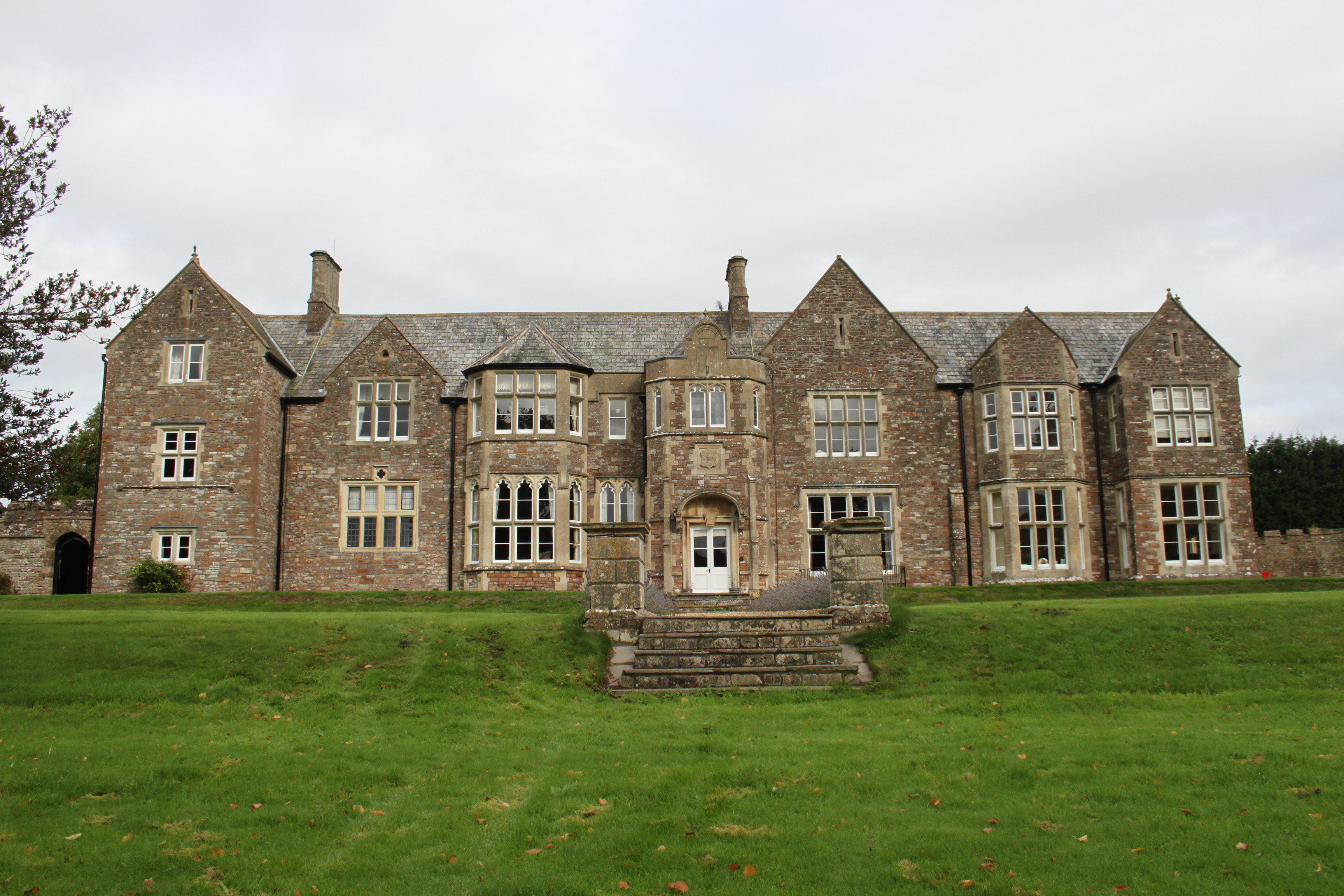
Sutton Court, un edificio clasificado como Grado II * en Stowey

Muchas de las grandes casas en el valle fueron construidas o compradas por comerciantes adinerados de Bristol y Bath que empleaban a personas locales en sus hogares.  Se sabe que Bess of Hardwick (1527-1606) vivió en Sutton Court , Stowey , durante algunos años en el siglo XVI cuando, después de la muerte de su primer marido, Sir William Cavendish , se casó con Sir William St. Loe , quien Jefe mayordomo de Inglaterra y capitán de la guardia de la reina Isabel , y poseía varias mansiones dentro del valle y las áreas circundantes.  Alrededor de este período, un vecino cercano fue Sir John Popham (1533–1607), quien fue juez y presidente del Parlamento .  En el siglo XVII, el eminente filósofo John Locke (1632–1704) vivió en Belluton ; Su casa todavía se conoce como la cabaña de John Locke.  En el siglo XVIII, el poeta John Langhorne (1735–1779) se convirtió en el cura de Blagdon en la época en que Augustus Montague Toplady (1740–1778) fue el sacerdote.  El geólogo William Smith (1769–1839) se mudó al valle en 1791 para realizar una encuesta de valoración de la propiedad de Sutton Court y luego trabajó para la Compañía del Canal de Carbón de Somersetshire .
John Sanger , el propietario del circo, nació en Chew Magna en 1816.  William Rees-Mogg , exeditor de The Times , tomó el título de barón Rees-Mogg de Hinton Blewett en 1988. El clarinetista de jazz Acker Bilk vivió en Pensford.  El Dr. Phil Hammond y el productor de televisión de vida silvestre Richard Brock también viven en el valle.  La actriz Maisie Williams es originaria de Clutton.
En el pasado, parte de la población trabajaba en la minería del carbón, aunque ahora no hay minas en funcionamiento en el área.  Todavía hay una fuerza laboral agrícola bastante grande y en la industria ligera o en las industrias de servicios, aunque muchas personas viajan a las ciudades circundantes para trabajar. Según el censo de 2011, el valle tiene una población de aproximadamente 5000, viven en gran parte en una de las más de una docena de aldeas y en granjas y aldeas aisladas.  La edad promedio de la población es de 42 años, con tasas de desempleo del 1 al 4% de todas las personas económicamente activas de 16 a 74 años, sin embargo, estas cifras son aproximadas porque las áreas de los barrios cubiertas y descritas en las estadísticas del censo no se relacionan exactamente con el zona del valle.  En los Índices de privación de 2010, todas las áreas dentro del valle se consideraron en el tercer lugar más próspero de Inglaterra.

## Edificios y asentamientos.

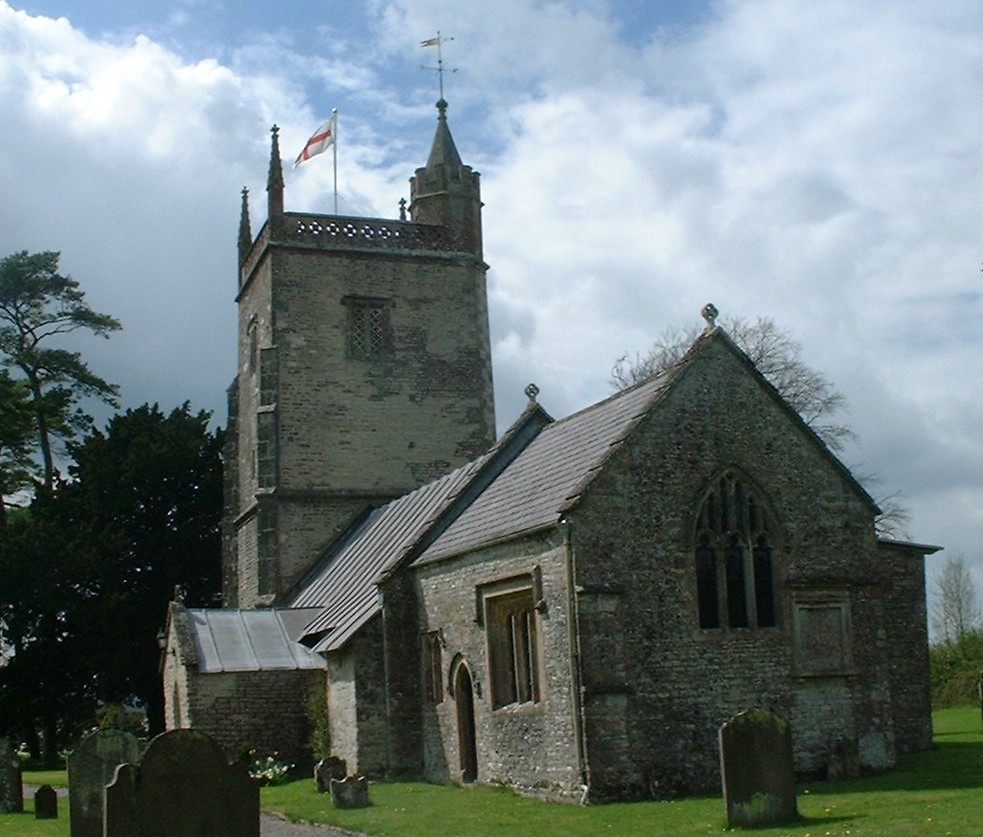
Iglesia de Santa Margarita en Hinton Blewitt

Las aldeas tienden a haber sido construidas en los puntos donde era posible cruzar los ríos y arroyos.  Chew Magna es el centro de negocios con una variedad de tiendas, bancos, etc.  Otros pueblos tienen tiendas locales, a menudo combinadas con oficinas de correos.  La mayoría de las aldeas tienen pubs y salas de aldeas que constituyen la mayor parte de la actividad social. 
El material de construcción tradicional es la piedra caliza de Lias blanca, que a veces incorpora arenisca roja o conglomerado, con techos de tejas de arcilla roja.  Los edificios, particularmente las iglesias, se remontan a cientos de años, por ejemplo, aquellos en Marksbury y Compton Martin , este último incorporando un columbario .

### Edificios listados
Hay cientos de edificios catalogados en el valle.  La lista se refiere a un edificio u otra estructura oficialmente designada como de especial importancia arquitectónica, histórica o cultural.  La autoridad para el listado está otorgada por la Ley de Planificación (Edificios y Áreas de Conservación) y está administrada por English Heritage , una agencia del Departamento de Cultura, Medios y Deportes .  Grado I cubre edificios de interés excepcional, Grado II * edificios especialmente importantes de interés especial y edificios de Grado II de interés especial.  Los edificios listados en el valle incluyen cinco iglesias que datan del siglo XIV o incluso antes, con estatus de grado I: iglesia de San Andrés, Chew Magna, Iglesia de San Bartolomé, Ubley , Iglesia de San Jaime, Cameley , Iglesia de Santa Margarita, Hinton Blewett y la iglesia de San Miguel Arcángel, Compton Martin.

## Conexiones ferroviarias
Los trenes sirven a la estación de trenes de Keynsham en la Great Western Main Line y en la Wessex Main Line, con servicios proporcionados por First Great Western y South West Trains. 
Los autobuses también conectan con Bristol Temple Meads .

## Transporte

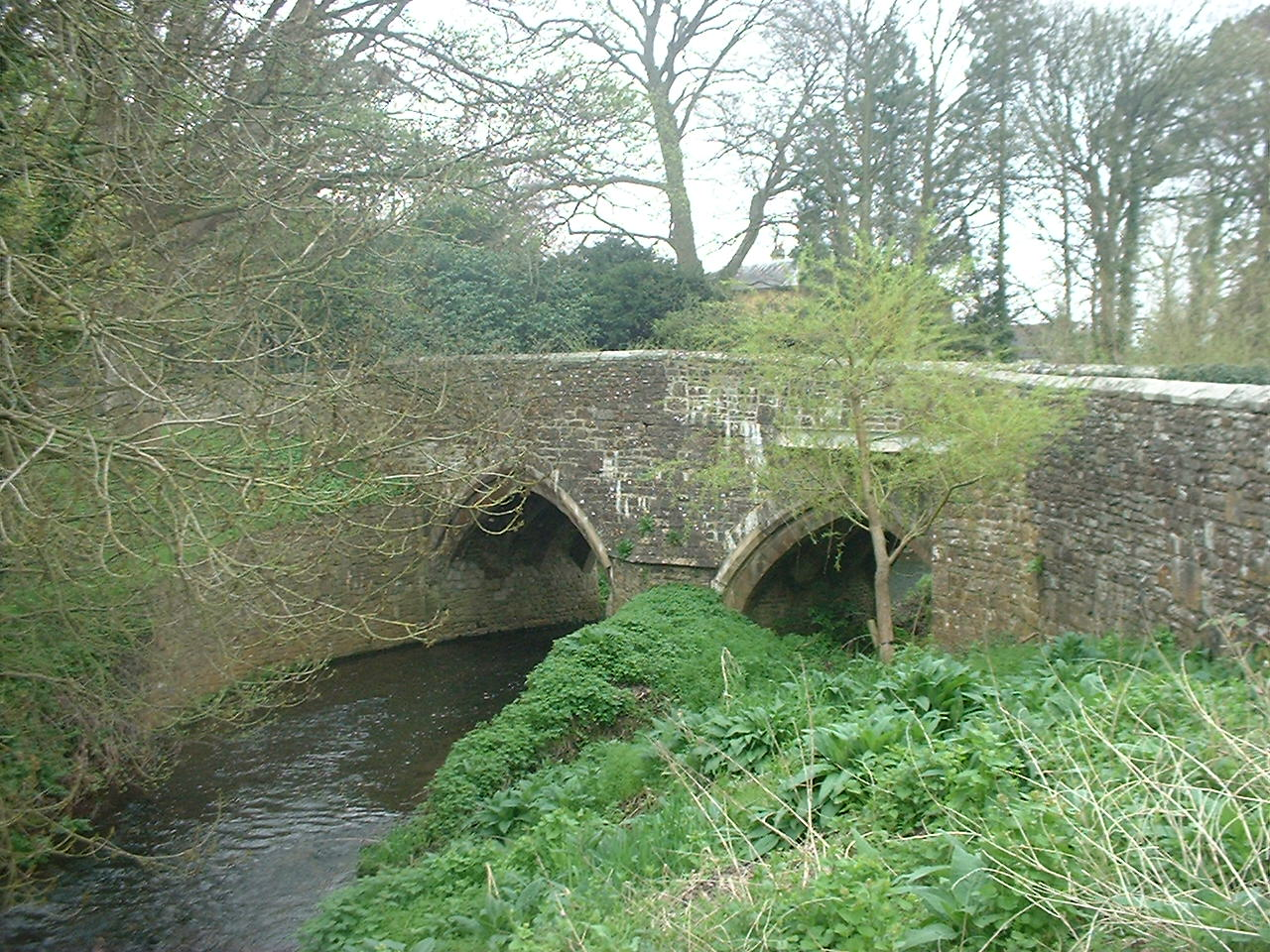
Puente del en Stanton Drew

En el extremo occidental del valle se encuentra la A38 y el aeropuerto de Bristol , lo que significa que partes del valle están en la trayectoria de vuelo.  El valle también está atravesado por la A37 y están unidos por el A368 .  La mayoría de los caminos en el valle son pequeños carriles de vía única con poco tráfico, aunque a menudo se produce un cuello de botella en Chew Magna.  La ruta de autobús "Chew Valley Explorer" 672/674 proporciona acceso a las aldeas en el valle.  Los ciclistas pueden obtener acceso a través de Padstow a Bristol West Country Way, National Cycle Network Route 3. 
El sendero de larga distancia del Camino del Monarca cruza el valle.

## Escuelas
Chew Valley School es la principal escuela secundaria (11–18 años) para el valle.  Está situado entre Chew Magna y Chew Stoke .  El informe más reciente (2011) de la Inspección de Ofsted describe a este especialista en Performing Arts College como una escuela integral mixta con 1,201 alumnos inscritos.  La escuela es popular y se suscribió en exceso con 226 estudiantes en la sexta forma.  La escuela ha tenido éxito en ganar varios premios nacionales y regionales.  Hay escuelas primarias estatales (4–11 años) en la mayoría de las aldeas locales. 

## Instalaciones deportivas y de ocio.
Los pueblos locales tienen campos de fútbol y áreas de juego para niños.  Instalaciones de gimnasio, canchas de squash, bádminton, etc., y canchas para todo clima al aire libre están disponibles en el Chew Valley Leisure Centre entre Chew Magna y Chew Stoke. Hay una variedad de clubes y sociedades para jóvenes y mayores, que incluyen grupos Scout , sociedad de jardinería y el Instituto de Mujeres .Hay áreas en el valle que la Agencia de Campo ha designado como tierra de acceso: Burledge Hill (al sur de Bishop Sutton, Castle Earthworks (entre Stowey y Bishop Sutton) (referencia de cuadrícula), Knowle Hill (Newtown al sur de Chew Magna) Round Hill (Folly Farm) y Shortwood Common (Litton) (referencia de cuadrícula).
Un club de Bowls está en Chew Stoke, campos de cricket y equipos en Chew Magna y Blagdon.  Hay equipos de fútbol en el valle, incluidos Chew Valley Football Club y Bishop Sutton FC .  El club de rugby se encuentra junto al centro de ocio.  El club de tenis Bishop Sutton es el más grande del valle, y también hay un club de tenis en East Harptree.  Tanto el lago Chew Valley como el lago Blagdon proporcionan pesca extensiva bajo el permiso de Bristol Water.  El río Chew y la mayoría de sus afluentes también tienen pesca, pero esto generalmente se realiza bajo licencias a clubes de pesca locales.  Chew Valley Sailing Club está situado en Chew Valley Lake y ofrece vela ligera a todos los niveles y alberga competiciones nacionales e internacionales.  No se permite nadar en los lagos y no hay piscinas en el valle; sin embargo, estos están disponibles localmente en Bristol, Bath, Cheddar y Midsomer Norton . 
Cada mes de octubre, el sendero de Chew Valley Arts se desarrolla en lugares alrededor del valle en el que más de 50 artistas locales exponen sus obras en medios tales como pintura, grabado , escultura, vidrio decorativo , cerámica , fotografía, joyería y artesanía azucarera.  El valle y los lagos han sido una inspiración para los artistas y hay una pequeña galería de arte en Chew Valley Lake.  La música en vivo y los eventos de comedia se llevan a cabo en los pubs locales y en los pasillos de las aldeas, donde el pueblo de Pensford celebra un festival de música cada año.